# Aline Mayrisch de Saint-Hubert
Aline Mayrisch de Saint-Hubert, född 1874, död 1947, var en luxemburgsk aktivist.
Hon var gift med industrialisten Émile Mayrisch. Hon var en av förgrundsgestalterna i kvinnorörelsen i sitt land, och grundade år 1905 kvinnoföreningen L'Association pour la Défense des Intérêts de la Femme. Denna verkade först för att utöka kvinnors utbildningsmöjligheter genom att stödja införandet av statliga skolor för flickor. Hon grundade 1911 en rörelse för flickscouterna. Hon var även engagerad i röda korset i Luxemburg, och valdes 1933 till dess ordförande. 